# Биљана Брадић
Биљана Брадић (Куршумлија, 24. април 1991) српска је фудбалерка, која игра у зони напада. Чланица је женске фудбалске репрезентације Србије.